# حصار ديو (1546)
حصار ديو  ، كان حصار لمدينة ديو الهندية الپرتغالية من قبل سلطنة الكجرات عام 1546. انتهى بنصر برتغالي عظيم.

## الخلفية
في بداية القرن ال16، كانت سلطنة غوجارات هي القوة البحرية الرئيسية في الهند. قاتلت ولاية غوجارات الأساطيل البرتغالية بالتعاون مع المماليك . هزموا البرتغاليين بأسطول مملوكي-غوجاراتي مشترك في عام 1508، والذي دمره بعدها الأسطول البرتغالي في معركة ديو (1509). عند وصول عام 1536، كان البرتغاليون قد احكموا السيطرة الكاملة على ديو، في حين كانت غوجارات تحت هجوم من سلطنة مغول الهند.
في 1538، العثمانيين، الذين فتحوا مصر (1517) و عدن (1538)، تحالفوا مع سلطنة غوجارات لشن هجوم للفضاء علي التهديد البرتغالي. وقاموا بحصار ديو في 1538، لكنه اضطروا إلى التراجع.

## الحصار
بعد فشل حصار 1538، حاصر الجنرال الغوجاراتي خضر صفر ديو مرة أخرى في محاولة لاستعادة الجزيرة. استمر الحصار سبعة أشهر من 20 أبريل 1546 حتى 10 نوفمبر 1546، الذي دافع أثناءه جواو ده ماسكارنياس عن ديو.
انتهى الحصار عندما وصل الأسطول الپرتغالي تحت قيادة جواو دي كاسترو ولاحق المهاجمين.
خضر صفر وابنه «محرم الرومي خان» (ربما كانا من أصل ألباني) لقي كلاهما مصرعهما أثناء الحصار.